# Klea Scott
Klea Scott (n. 25 decembrie 1968, Panama Canal Zone⁠(d), SUA) este o actriță panamezo-americană. Ea a jucat în drama CBS polițienească de scurtă durată Brooklyn South (1997–1998). Ulterior, a fost distribuită ca Emma Hollis în serialul de televiziune Fox Millennium în al treilea (și ultimul sezon). Din 2005 până în 2007, a jucat în drama criminală Television Intelligence de pe CBC.

## Filmografie
| An        | Titlu                                   | Rol                   | Note                             |
| --------- | --------------------------------------- | --------------------- | -------------------------------- |
| 1982–1984 | You Can't Do That on Television         | Klea Scott            | 8 episoade                       |
| 1984      | UFO Kidnapped                           | Klea                  |                                  |
| 1989      | A Whisper to a Scream                   | Sasha                 |                                  |
| 1997      | Brooklyn South                          | Off. Nona Valentine   | 22 de episoade                   |
| 1998–1999 | Millennium                              | Agent FBI Emma Hollis | 22 de episoade                   |
| 2000      | Poză la minut                           | Wanda                 | Episodul: "Blinded by the Right" |
| 2002–2003 | Robbery Homicide Division               | Det. Sonia Robbins    | 13 episoade                      |
| 2002      | Minority Report                         | Pre-Crime Cop         |                                  |
| 2002      | Lullaby                                 | Zoe                   |                                  |
| 2003      | Manfast                                 | Alex                  |                                  |
| 2004      | Collateral                              | Fed #1                |                                  |
| 2005–2007 | Intelligence                            | Mary Spalding         | 26 episoade                      |
| 2016–2017 | Pretty Little Liars                     | Jillian Howe          | 3 episoade                       |
| 2019      | Pretty Little Liars: The Perfectionists | Dana Booker           | 9 episoade                       |
| 2020      | Break Even                              | Mrs. Mortem           |                                  |
| 2025      | Vicious                                 | Va fi anunțat         | Post-producție                   |